# Myrceugenia mesomischa
Myrceugenia mesomischa là một loài thực vật có hoa trong Họ Đào kim nương. Loài này được (Burret) D.Legrand & Kausel mô tả khoa học đầu tiên năm 1953.